# Ligne 3 du tramway de Nice
Pour les articles homonymes, voir Ligne 3.
 (2020).
La ligne 3 du tramway de Nice, appelée T3, est une ligne de transport en commun en site propre du tramway de Nice exploitée par la régie Ligne d'Azur et partiellement mise en service en 2019, reliant d'un côté le terminal 2 de l'aéroport et d'un autre côté le quartier de Saint-Isidore de la commune de Nice. Un prolongement ultérieur vers le nord à Lingostière doit intervenir d'ici à 2030.

## Historique

### Chronologie
- 13 novembre 2019 : mise en service entre Aéroport – Terminal 2 et Saint-Isidore
- 6 janvier 2025 : la desserte de l'aéroport est reprise par la ligne B et le tracé de la ligne 3 est dévié à l'est vers le port Lympia
- Mi-2030 : mise en service prévue entre Saint-Isidore et Lingostière Centre commercial

### Naissance du projet

#### Réalisation
Le 9 octobre 2009, Christian Estrosi déclare que la ligne 3 qui doit desservir la plaine du Var dans le cadre de l’opération Éco-Vallée sera construite avant la ligne 2 et inaugurée en 2015. Longue d’environ 7 km avec treize stations, elle dessert notamment les quartiers des Moulins, Saint-Isidore et le nouveau grand stade de la ville en 2015.

Plan de la ligne présenté en 2009.
Carte de la ligne présentée en 2009.

À la suite du changement de tracé effectué sur la ligne 2 en 2011, celle-ci dessert également le pôle multimodal de Saint-Augustin et l’aéroport ainsi que le boulevard Paul-Montel.
Les travaux sont découpés en deux parties. La première partie compte les cinq stations de Aéroport – Terminal 2 à Digue des Français. Celles-ci faisant partie de la ligne 2, elles ne sont pas comptées dans les travaux et le financement de la ligne 3. La seconde partie compte les neuf stations de Digue des Français à Lingostière Centre commercial. Ce tronçon est également découpé en deux portions, la première avec sept stations allant de Digue des Français à Saint-Isidore et la seconde avec trois stations allant de Saint-Isidore à Lingostière Centre commercial.
Le long des sept stations de la première portion, le tramway doit circuler au centre de la nouvelle voie de circulation, dite « voie de 40 m », qui doit longer le stade Allianz Riviera. Les travaux de cette voie, qui ont commencé en novembre 2012, se font en deux étapes. La première partie de 800 m (de Saint-Isidore à Grand Stade) doit longer le stade à la mi-2013 et la seconde partie de 3 000 m (de Grand Stade à Digue des Français) doit relier le stade au boulevard Maître Maurice-Slama en 2016.
Pour financer cette première portion, la métropole lance en 2013 un appel à financements dans le but d’obtenir une aide de l’État. Le coût total de la réalisation est estimé à 64,9 millions d’euros et devrait être financé en partie par l’État (10 millions) et la métropole Nice Côte d'Azur (34 millions),.
En 2017 est dévoilé le tracé de la ligne avec un coût estimé à 56,3 millions d’euros hors taxes en partie subventionné par l’État (3,5 millions), la région (8 millions), le département (4 millions) et la ville (15 millions).
En mai-juin 2017 a été proposé le choix du nom des six stations de la ligne 3 non communes avec celles de la ligne 2. À la suite du vote, Nice Méridia devient Méridia, Pontrémoli devient La Plaine, Les Arboras devient Les Arboras-Université, Les Baraques devient Éco-Parc, Allianz Riviera devient Stade et Saint-Isidore reste inchangé.
Les travaux commencent le 19 mars 2018, environ trois mois avant que la ligne 2 ne soit mise en service partiellement entre Magnan et CADAM – Centre administratif.

#### Mise en service
La ligne 3 est mise en service le 13 novembre 2019 entre Saint-Isidore et l'aéroport.

## Présentation

### Général
La ligne 3 est une ligne directe du terminus de Port Lympia à celui de Saint-Isidore.

### Tracé

Carte géographique.

La ligne débute à Port Lympia, et suit le même trajet que la ligne 2 jusqu'à Grand Arénas où elle dessert le quartier d’affaires de l’Arénas avec à proximité l’actuelle gare de Nice-Saint-Augustin et future gare TGV, le parc Phœnix et le musée des arts asiatiques. Elle poursuit son trajet sur le boulevard Paul-Montel à Paul Montel / Les Moulins et Digue des Français. Ces cinq stations sont desservies conjointement avec la ligne 2.
La ligne peut soit bifurquer vers le dépôt en passant par la station CADAM – Centre administratif de la ligne 2 mais sans la desservir soit continuer sur son trajet en desservant principalement les différents quartiers d’affaires niçois tout en longeant la vallée du Var à environ 1 km d’écart.
Aux stations suivantes, elle dessert le nouveau centre économique Méridia appelé « Éco-Vallée », qualifié d’opération d’intérêt national. Elle remonte vers le nord en passant par le boulevard Maître Maurice-Slama pour desservir Méridia et La Plaine puis continue sur la voie des 40 mètres pour desservir l’UFR STAPS aux Arboras-Université puis à Éco-Parc.
À la station Stade, elle y dessert le stade Allianz Riviera, les enseignes commerciales et des bureaux. Après être passé sous l’autoroute A8, elle dessert Saint-Isidore qui est son terminus.

### Stations

Plan.

|  |   |  | Station                            | Coordonnées                 | Lieu                    | Correspondances                                                |
|  | - |  | ---------------------------------- | --------------------------- | ----------------------- | -------------------------------------------------------------- |
|  | ■ |  | Saint-Isidore                      | 43° 42′ 38″ N, 7° 11′ 41″ E | Saint-Isidore, Nice     | Chemins de fer de Provence                                     |
|  | • |  | Stade                              | 43° 42′ 19″ N, 7° 11′ 48″ E | Saint-Isidore, Nice     |                                                                |
|  | • |  | Éco-Parc                           | 43° 41′ 52″ N, 7° 11′ 47″ E | Saint-Isidore, Nice     |                                                                |
|  | • |  | Les Arboras-Université             | 43° 41′ 34″ N, 7° 11′ 57″ E | Sainte-Marguerite, Nice |                                                                |
|  | • |  | La Plaine                          | 43° 41′ 15″ N, 7° 12′ 06″ E | Sainte-Marguerite, Nice |                                                                |
|  | • |  | Méridia                            | 43° 40′ 58″ N, 7° 12′ 11″ E | Sainte-Marguerite, Nice |                                                                |
|  | • |  | Digue des Français                 | 43° 40′ 36″ N, 7° 12′ 21″ E | Saint-Augustin, Nice    | Tram · Ligne B du tramway de Nice                              |
|  | • |  | Paul Montel / Les Moulins          | 43° 40′ 24″ N, 7° 12′ 31″ E | Saint-Augustin, Nice    | Tram · Ligne B du tramway de Nice                              |
|  | • |  | Grand Arénas                       | 43° 40′ 11″ N, 7° 12′ 41″ E | Saint-Augustin, Nice    | TER Provence-Alpes-Côte d'Azur                                 |
|  | • |  | Parc Phœnix                        | 43° 40′ 10″ N, 7° 13′ 10″ E | Caucade, Nice           | Tram · Ligne 2 du tramway de Nice                              |
|  | • |  | Cassin / Kirchner                  | 43° 40′ 21″ N, 7° 13′ 27″ E | Caucade, Nice           | Tram · Ligne 2 du tramway de Nice                              |
|  | • |  | Ferber                             | 43° 40′ 38″ N, 7° 13′ 42″ E | Fabron, Nice            | Tram · Ligne 2 du tramway de Nice                              |
|  | • |  | Carras                             | 43° 40′ 54″ N, 7° 13′ 53″ E | Fabron, Nice            | Tram · Ligne 2 du tramway de Nice                              |
|  | • |  | Sainte-Hélène                      | 43° 41′ 02″ N, 7° 14′ 02″ E | Fabron, Nice            | Tram · Ligne 2 du tramway de Nice                              |
|  | • |  | Fabron                             | 43° 41′ 13″ N, 7° 14′ 14″ E | Fabron, Nice            | Tram · Ligne 2 du tramway de Nice                              |
|  | • |  | Lenval – Hôpital                   | 43° 41′ 22″ N, 7° 14′ 28″ E | Baumettes, Nice         | Tram · Ligne 2 du tramway de Nice                              |
|  | • |  | Magnan                             | 43° 41′ 29″ N, 7° 14′ 42″ E | Baumettes, Nice         | Tram · Ligne 2 du tramway de Nice                              |
|  | • |  | Centre universitaire méditerranéen | 43° 41′ 35″ N, 7° 14′ 59″ E | Gambetta, Nice          | Tram · Ligne 2 du tramway de Nice                              |
|  | • |  | Alsace Lorraine                    | 43° 41′ 51″ N, 7° 15′ 22″ E | Thiers, Nice            | Tram · Ligne 2 du tramway de Nice                              |
|  | • |  | Jean Médecin                       | 43° 42′ 06″ N, 7° 16′ 02″ E | Jean-Médecin, Nice      | Tram · Ligne 1 du tramway de Nice · Ligne 2 du tramway de Nice |
|  | • |  | Durandy                            | 43° 42′ 08″ N, 7° 16′ 20″ E | Carabacel, Nice         | Tram · Ligne 2 du tramway de Nice                              |
|  | • |  | Garibaldi – Le Château             | 43° 42′ 06″ N, 7° 16′ 50″ E | Le Port, Nice           | Tram · Ligne 1 du tramway de Nice · Ligne 2 du tramway de Nice |
|  | ■ |  | Port Lympia                        | 43° 41′ 55″ N, 7° 17′ 07″ E | Le Port, Nice           | Port                                                           |

### Aménagement
Les stations sont équipées de deux quais d’une part et d’autre de la voie, d’abribus avec sièges et de distributeurs automatiques de titres de transport. Lors de leur construction, les quais sont longs d’environ 52 m.
L’aménagement pour les personnes à mobilité réduite est constitué de quais spécialement construits à la même hauteur que le plancher du tramway.

## Exploitation

### Infrastructure
L’alimentation de la ligne se fait au moyen d’une ligne aérienne de contact via des pantographes, celle-ci étant alimentée par une tension continue de 750 volts assurée par le réseau EDF et distribuée via des sous-stations électriques situées d’une part et d’autre de la ligne.

### Tarification
La société aéroportuaire a obtenu que la tarification appliquée sur la section de l’aéroport, à savoir entre la station Aéroport – Terminal 2 et Pôle multimodal de Saint-Augustin, sera gratuite au même titre que la navette en bus gérée par l’aéroport qui navigue entre les deux terminaux.

### Fréquentation
La fréquentation est estimée à douze mille passagers par jour en 2020.

### Parc relais
| Nom                | Coordonnées                 | Nombre de places                | Nombre de places | Statut |
| Nom                | Coordonnées                 | Véhicule                        | Vélo             | Statut |
| ------------------ | --------------------------- | ------------------------------- | ---------------- | ------ |
| Digue des Français | –                           | 250 (estimé)                    | –                | Annulé |
| Saint-Augustin     | 43° 40′ 12″ N, 7° 12′ 49″ E | 184 (dont 4 PMR) 3 000 (estimé) | –                | Fermé  |
| Saint-Isidore      | 43° 42′ 16″ N, 7° 11′ 44″ E | 210 (dont 4 PMR)                | –                | Ouvert |

## Projet d'extension

### Lingostière
Inaugurée dans un premier temps jusqu'à Saint-Isidore, la ligne doit être prolongée vers le nord jusqu'à Lingostière,.
|  |   |  | Station                        | Correspondances            |
|  | - |  | ------------------------------ | -------------------------- |
|  | x |  | Lingostière Centre commercial  |                            |
|  | x |  | Pôle multimodal de Lingostière | Chemins de fer de Provence |

Note